# Hallands Väderö
Hallands Väderö ist eine Insel vor Torekov auf der Bjäre-Halbinsel in Skåne län in Schweden. Der erste Teil ihres Namens verweist auf die benachbarte historische Provinz Halland, zu der die Insel aber nie gehört hat. Die Insel, die seit 1958 Naturschutzgebiet ist, ist besonders bekannt als Ziel für Natur- und Vogelfreunde. Es gibt die Möglichkeit, eine Kolonie Seehunde aus nächster Nähe zu beobachten. Daneben existiert ein kleines Naturmuseum.
Die verschiedenen Biotope dieser Insel bieten eine Vielzahl an Tier- und Pflanzenarten und unterschiedlicher Landschaften wie Sandstrände und Klippen, Erlensümpfe und weiße Anemonenteppiche in dem alten Edellaubwald, karge Klappersteinfelder und Wiesen.
Die gesamte Insel gehört der Torekovs församling (Kirchengemeinde Toreskov) in der Schwedischen Kirche.